# Oude kerk van Åre
De oude kerk van Åre (Zweeds: Åre gamla kyrka) is een romaans kerkgebouw in de Zweedse plaats Åre. 

## Geschiedenis
De kerk werd in de 12e eeuw gebouwd aan het pelgrimspad van Sint-Olaf, dat van de ruïnekerk van Selånger (enkele kilometers ten westen van Sundsvall) over het Scandinavische Gebergte naar het Noorse Trondheim loopt.

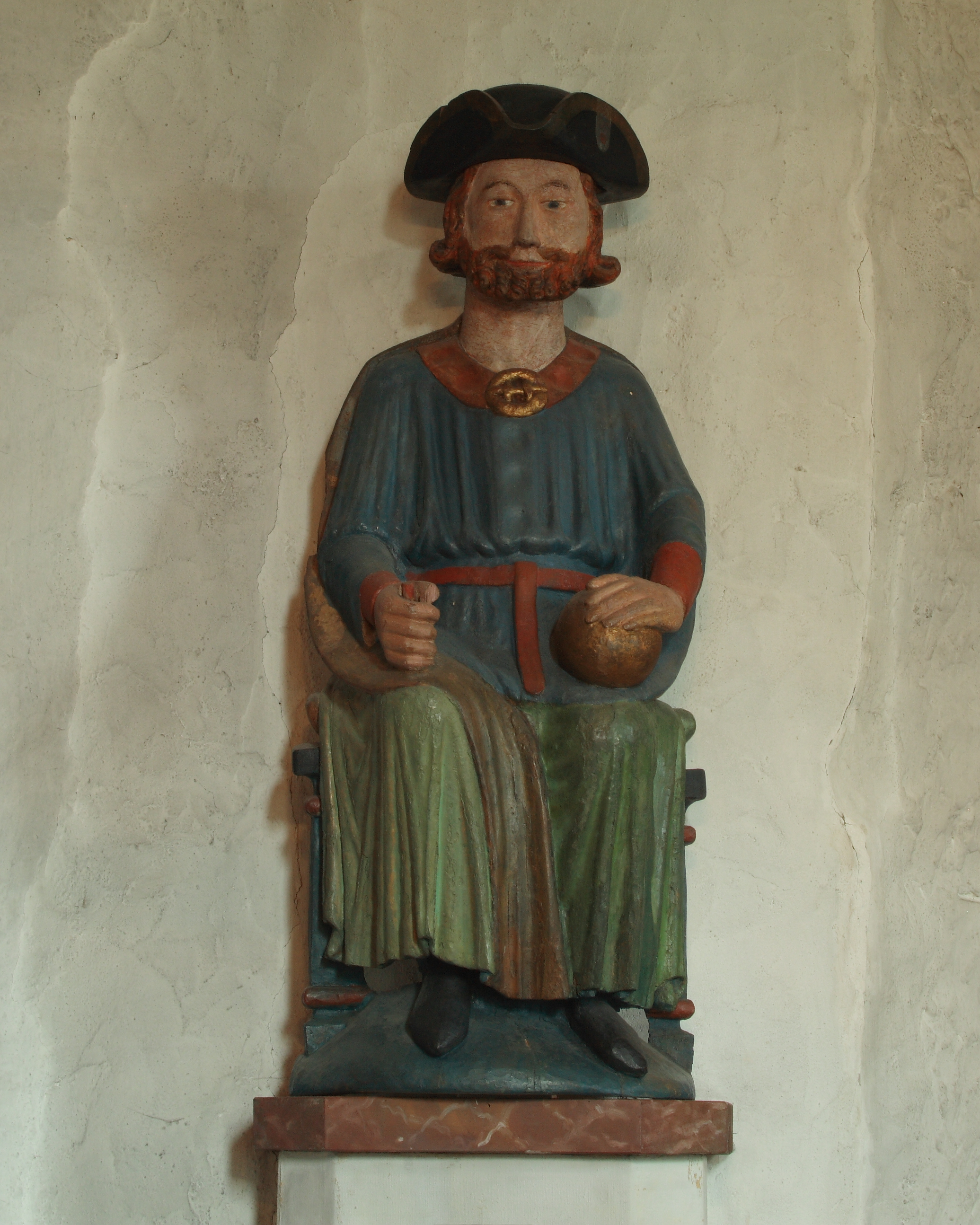
Middeleeuws beeld van Sint-Olaf

De kerk werd geheel van steen gebouwd en vertoont overeenkomsten met de toenmalige Noorse kerkarchitectuur, omdat Jämtland destijds deel uitmaakte van Noorwegen. De oorspronkelijke kerkruimte heeft slechts 5 bij 11 meter gemeten met een vierkant koor van 2,5 bij 2,5 meter. Slechts drie kleine ramen verlichten de donkere ruimte. Uit de middeleeuwen bleven twee kandelaren, een processiekruis en een houten beeld van Sint-Olaf bewaard. Het beeld wordt gedateerd op de 14e eeuw, maar kan ook ouder zijn. Nadat Jämtland onderdeel van Zweden werd, verving men de kroon van de Noorse koning door een hoed die in het Zweedse leger werd gedragen.
Na eeuwen van oorlog tussen Denemarken-Noorwegen en Zweden werd Jämtland conform het Verdrag van Brömsebro toebedeeld aan Zweden. In 1673 werd een kansel geplaatst, volgens de Noorse traditie aan de zuidelijke kerkmuur. Uit het einde van de 17e eeuw dateren het doopvont en de galerij aan de noordelijke kerkmuur. In 1736 werd de kerk aanmerkelijk vergroot naar het westen toe. Het oude koor werd de sacristie en de kerk kreeg een nieuw westelijk portaal.
Het altaar werd verrijkt met een groot schilderij van de kruisiging van Jezus. Er werden hogere ramen ingebouwd en de nog steeds aanwezig kerkbanken werden geplaatst. De klokkentoren werd in de jaren 1750 gebouwd. De uivormige cupola van de toren is karakteristiek voor de 17e-eeuwse klokkentorens van Jämtland.

## Wetenswaardigheden
- In het midden van de westelijke kerkmuur groeit een berk. Over de vraag hoe de berk daar terechtkwam zijn tal van verhalen ontstaan.